# اعتدالین
| تاریخ و زمان (به وقت ایران) انقلابین و اعتدالین روی زمین | تاریخ و زمان (به وقت ایران) انقلابین و اعتدالین روی زمین | تاریخ و زمان (به وقت ایران) انقلابین و اعتدالین روی زمین | تاریخ و زمان (به وقت ایران) انقلابین و اعتدالین روی زمین | تاریخ و زمان (به وقت ایران) انقلابین و اعتدالین روی زمین | تاریخ و زمان (به وقت ایران) انقلابین و اعتدالین روی زمین | تاریخ و زمان (به وقت ایران) انقلابین و اعتدالین روی زمین | تاریخ و زمان (به وقت ایران) انقلابین و اعتدالین روی زمین | تاریخ و زمان (به وقت ایران) انقلابین و اعتدالین روی زمین |
| زمان                                                     | اعتدال بهاری                                             | اعتدال بهاری                                             | انقلاب تابستانی                                          | انقلاب تابستانی                                          | اعتدال پاییزی                                            | اعتدال پاییزی                                            | انقلاب زمستانی                                           | انقلاب زمستانی                                           |
| ماه                                                      | اسفند/ فروردین                                           | اسفند/ فروردین                                           | خرداد/ تیر                                               | خرداد/ تیر                                               | شهریور/ مهر                                              | شهریور/ مهر                                              | آذر/ دی                                                  | آذر/ دی                                                  |
| سال                                                      |                                                          |                                                          |                                                          |                                                          |                                                          |                                                          |                                                          |                                                          |
| سال                                                      | روز                                                      | ساعت                                                     | روز                                                      | ساعت                                                     | روز                                                      | ساعت                                                     | روز                                                      | ساعت                                                     |
| -------------------------------------------------------- | -------------------------------------------------------- | -------------------------------------------------------- | -------------------------------------------------------- | -------------------------------------------------------- | -------------------------------------------------------- | -------------------------------------------------------- | -------------------------------------------------------- | -------------------------------------------------------- |
| ۱۴۰۰                                                     | ۳۰                                                       | ۱۳:۰۷                                                    | ۳۱                                                       | ۰۷:۰۲                                                    | ۳۱                                                       | ۲۲:۵۱                                                    | ۳۰                                                       | ۱۹:۲۹                                                    |
| ۱۴۰۱                                                     | ۲۹                                                       | ۱۹:۰۳                                                    | ۳۱                                                       | ۱۲:۴۴                                                    | ۱                                                        | ۰۴:۳۴                                                    | ۱                                                        | ۰۱:۱۸                                                    |
| ۱۴۰۲                                                     | ۱                                                        | ۰۰:۵۴                                                    | ۳۱                                                       | ۱۸:۲۸                                                    | ۱                                                        | ۱۰:۲۰                                                    | ۱                                                        | ۰۶:۵۷                                                    |
| ۱۴۰۳                                                     | ۱                                                        | ۰۶:۳۷                                                    | ۱                                                        | ۰۰:۲۱                                                    | ۱                                                        | ۱۶:۱۴                                                    | ۱                                                        | ۱۲:۵۰                                                    |
| ۱۴۰۴                                                     | ۳۰                                                       | ۱۲:۳۲                                                    | ۳۱                                                       | ۰۶:۱۲                                                    | ۳۱                                                       | ۲۱:۵۰                                                    | ۳۰                                                       | ۱۸:۳۳                                                    |
| ۱۴۰۵                                                     | ۲۹                                                       | ۱۷:۴۶                                                    | ۳۱                                                       | ۱۱:۵۵                                                    | ۱                                                        | ۰۳:۳۶                                                    | ۱                                                        | ۰۰:۲۰                                                    |

| ساعت | ۰۰:۰۷ | ۱۸:۰۳ | ۰۹:۴۴ | ۰۶:۱۳ |

دایره آبی استوای سماوی و دایره زرد مسیر ظاهری حرکت خورشید (دائرةالبروج) را نشان می‌دهد. نقطه برخورد این دو، اعتدال بهاری یا اعتدال پائیزی است.

إعتِدالِین یا بَرابَران (به انگلیسی: Equinox)، یعنی دو روز در سال که خورشید "درست وسط آسمان" قرار دارد و شب و روز با هم مساوی‌اند.
بنابراین، برابران به دو روز خاص در سال گفته می‌شود که در آن‌ها طول روز و شب تقریباً برابر است. این اتفاق دو بار در سال می‌افتد:
اعتدال بهاری (حدود ۲۰ یا ۲۱ مارس): آغاز فصل بهار در نیم‌کره شمالی و آغاز پاییز در نیم‌کره جنوبی.
اعتدال پاییزی (حدود ۲۲ یا ۲۳ سپتامبر): آغاز پاییز در نیم‌کره شمالی و آغاز بهار در نیم‌کره جنوبی.
در این روزها، خورشید درست بالای استوا قرار می‌گیرد و به همین دلیل نور خورشید به دو نیم‌کره زمین تقریباً به‌طور مساوی می‌تابد. به‌همین‌دلیل، طول روز و شب در بیشتر نقاط کره زمین تقریباً یکی است.
به تعریفی دیگر، اعتدالین در اخترشناسی به لحظه‌ای گفته می‌شود که خورشید از دید ناظر زمینی بر روی دایرةالبروج از صفحه استوای سماوی می‌گذرد که این پدیده در هر سال شمسی دو بار رخ می‌دهد. یکی با میل شمالی خورشید در آغاز فروردین‌ماه (اعتدال بهاری) و دیگری با میل جنوبی آن در آغاز مهرماه (اعتدال پاییزی) رخ می‌دهد. گردش زمین به دور خورشید در هر سال باعث می‌شود تا ناظر زمینی تصور کند خورشید روی یک مدار دایره ای که با مدار استوای زمین ۲۳٫۵ درجه اختلاف دارد، در آسمان جابجا می‌شود. در این میان چهار نقطه از مدار حرکت ظاهری خورشید بسیار مهم می‌شود. دو نقطه اعتدال بهاری و پاییزی که محل تلاقی مدار حرکت ظاهری خورشید (دایرةالبروج) با دایره استوای سماوی است و دو نقطه انقلاب تابستانی و زمستانی که به نظر می‌رسد خورشید بیشترین زاویه نسبت به استوای سماوی پیدا می‌کند.
برابران در دو نیمکره شمالی و جنوبی زمین از جهت زمانی دقیقاً بالعکس می‌باشند؛ یعنی اعتدال بهاری و فصل بهارِ نیمکره شمالی، اعتدال پاییزی و فصل پاییزِ نیمکره جنوبی است و بالعکس.

## اعتدال بهاری
برابران بهاری آغاز بهار نجومی در نیم‌کره شمالی است. جشن باستانی نوروز از لحظه اعتدال بهاری (به اصطلاح قرارگرفتن خورشید در نقطه اول حمل) در نیم‌کره شمالی شروع می‌شود و در ایران به لحظه تحویل سال معروف است.
در ۲۱ مارس سال ۱۹۷۱ او تانت دبیرکل سازمان ملل متحد روزی را که اعتدال بهاری در آن رخ می‌دهد روز زمین نام نهاد و از آن پس سازمان ملل و بسیاری از کشورها این روز را جشن می‌گیرند و سعی در گسترش آگاهی در مورد لزوم حفظ محیط زیست در زمین می‌کنند.

## اعتدال پاییزی
اعتدال پائیزی در نیم‌کره شمالی هم‌زمان با آغاز فصل پائیز است.

### کلیات
با مشاهدهٔ منظم طلوع خورشید، انسان‌ها دریافتند که خورشید در افق بین دو نقطهٔ دورترینِ طلوع ظاهر می‌شود و در نهایت نقطهٔ میانی میان آن دو را شناسایی کردند. بعدها مشخص شد که این رویداد در روزی رخ می‌دهد که طول روز و شب تقریباً برابر است.
در نیم‌کره شمالی، «اعتدال بهاری» (در ماه مارس) در بسیاری از فرهنگ‌ها آغاز فصل بهار را نشان می‌دهد و در تقویم‌هایی مانند گاه‌شماری آشوری، گاه‌شماری هندو و گاه‌شماری ایرانی، آغاز سال نو به‌شمار می‌رود (نوروز). در مقابل، «اعتدال پاییزی» (سپتامبر) آغاز فصل پاییز را نشان می‌دهد. تقویم‌های یونان باستان نیز سال نو را یا از اعتدال بهاری یا پاییزی آغاز می‌کردند و برخی نیز از انقلاب‌های خورشیدی. سازوکار آنتیکیترا نیز اعتدال‌ها و انقلاب‌ها را پیش‌بینی می‌کرد.

تابش نور خورشید بر زمین در زمان اعتدال
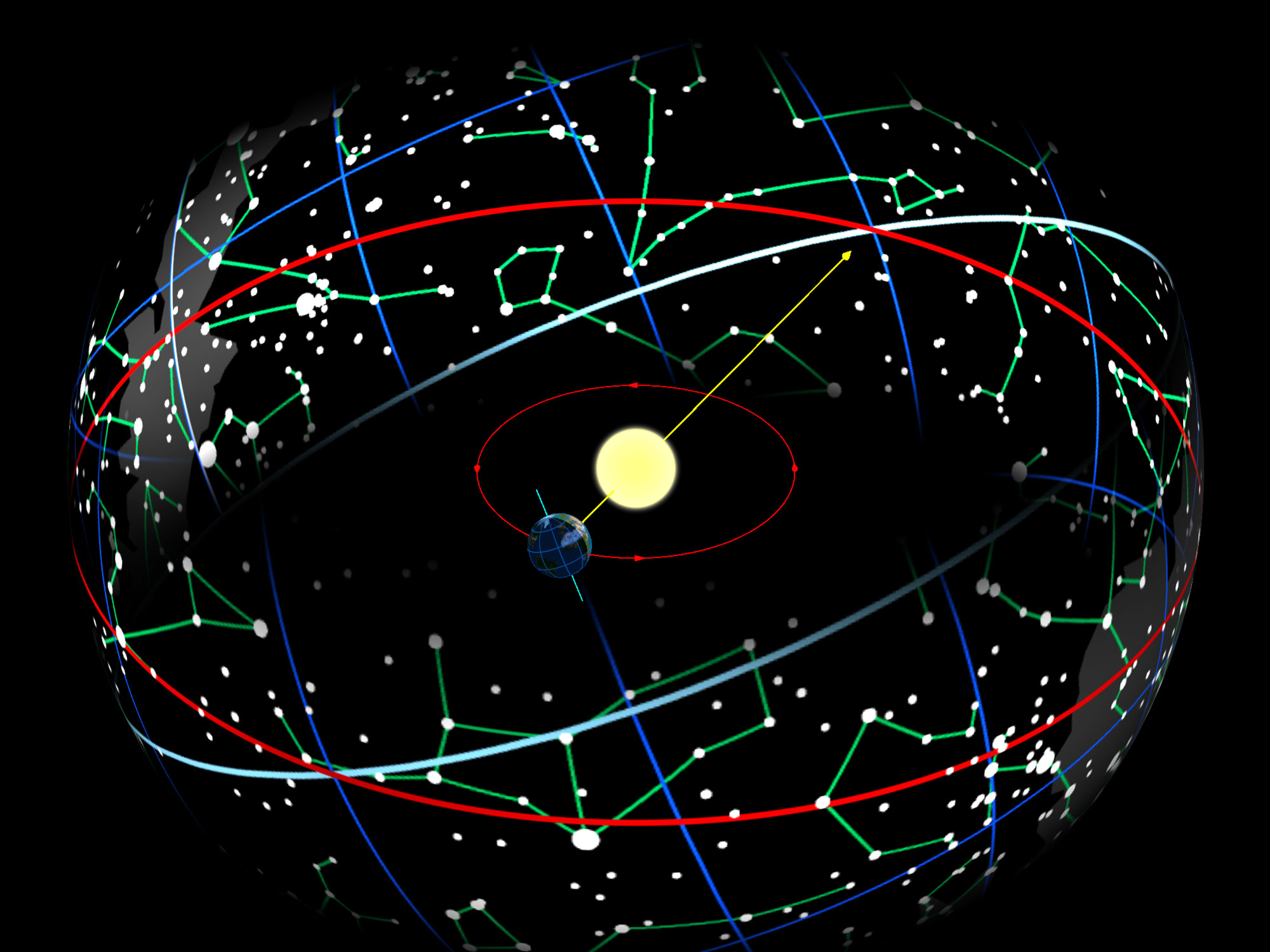
ارتباط میان زمین، خورشید و ستارگان در اعتدال مارس؛ مسیر خورشید روی دایره‌البروج (قرمز) نسبت به استوای آسمانی (سفید) مایل است
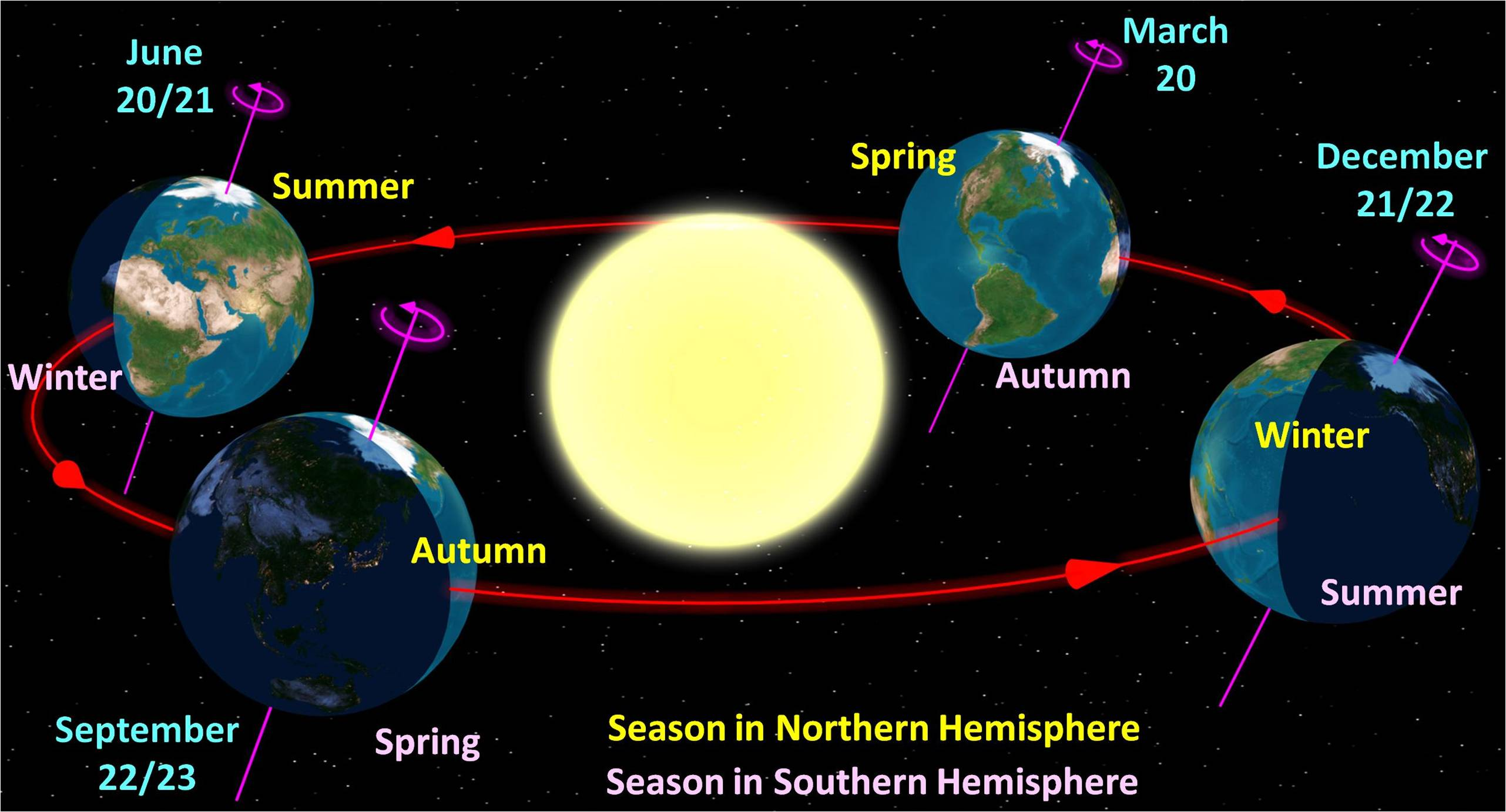
نمایش فصل‌ها از دید نیم‌کره شمالی؛ سمت راست: انقلاب زمستانی
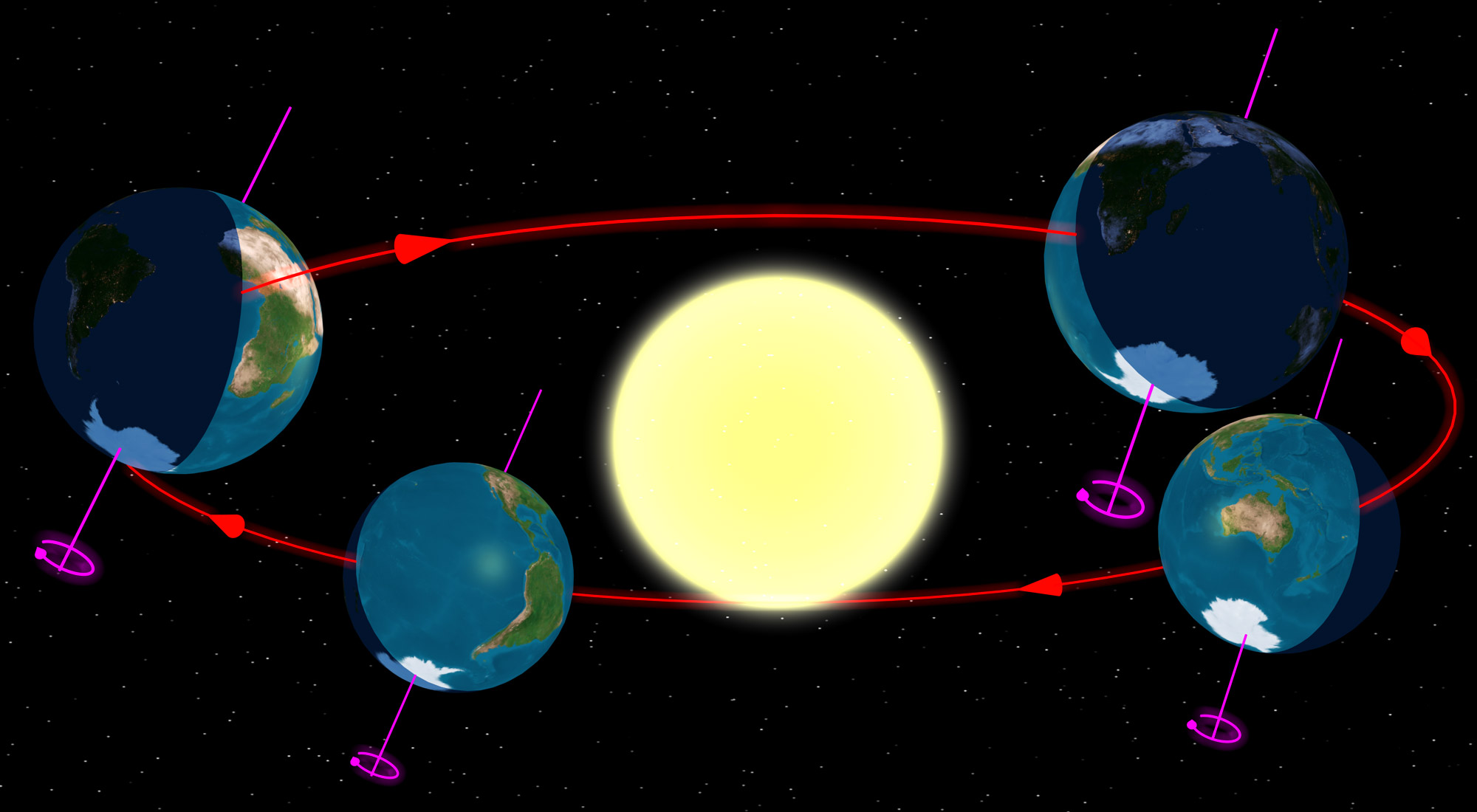
نمایش فصل‌ها از دید نیم‌کره جنوبی؛ سمت چپ: انقلاب تابستانی

اعتدالین تنها زمان‌هایی هستند که در آن‌ها مرز شب و روز (سایه‌مرز) دقیقاً عمود بر استوا قرار می‌گیرد. به همین دلیل، دو نیم‌کره زمین به‌طور مساوی نور خورشید دریافت می‌کنند.
همچنین در این زمان‌ها، خورشید برای ناظر در یکی از قطب‌های زمین طلوع و در قطب دیگر غروب می‌کند. برای مدتی کوتاه (حدود چهار روز)، هر دو قطب شمال و جنوب در روشنایی قرار دارند. مثلاً در سال ۲۰۲۱، طلوع در قطب شمال در ۱۸ مارس ساعت ۰۷:۰۹ (یوتی‌سی) و غروب در قطب جنوب در ۲۲ مارس ساعت ۱۳:۰۸ بوده است. همچنین طلوع در قطب جنوب در ۲۰ سپتامبر ساعت ۱۶:۰۸ و غروب در قطب شمال در ۲۴ سپتامبر ساعت ۲۲:۳۰ رخ داده است.
به‌عبارت دیگر، تنها در زمان اعتدالین است که نقطه زیرخورشیدی روی استوا قرار دارد؛ یعنی خورشید دقیقاً در بالای سر ناظر واقع بر خط استوا دیده می‌شود. این نقطه در اعتدال مارس به‌سمت شمال حرکت می‌کند و در اعتدال سپتامبر به‌سمت جنوب.

### تاریخ
ژولیوس سزار هنگام بنیان‌گذاری گاه‌شماری ژولیوسی در سال ۴۵ پیش از میلاد، ۲۵ مارس را به‌عنوان روز اعتدال بهاری تعیین کرد؛ این روز پیش‌تر نیز در گاه‌شماری ایرانی و هندی روز آغاز سال بود. اما از آنجا که سال ژولیوسی به‌طور متوسط حدود ۱۱٫۳ دقیقه از سال اعتدالی بلندتر بود، تقویم به‌مرور از اعتدال فاصله گرفت. در نتیجه، تا سال ۳۰۰ میلادی اعتدال بهاری به حدود ۲۱ مارس منتقل شد و تا دههٔ ۱۵۸۰ این تاریخ به ۱۱ مارس عقب رفت.
این اختلاف موجب شد پاپ گرگوری سیزدهم گاه‌شماری گریگوری را تدوین کند تا مطابق مصوبات شورای نیقیه در سال ۳۲۵ میلادی، تاریخ عید پاک دوباره هماهنگ با اعتدال بهاری شود. این کار با کاهش تعداد سال‌های کبیسه از ۱۰۰ به ۹۷ در هر ۴۰۰ سال صورت گرفت. با این‌حال، هنوز هم در زمان و تاریخ دقیق اعتدال بهاری نوسانی حدود ±۲۷ ساعت وجود دارد که عمدتاً به‌دلیل ساختار توزیع کبیسه‌ها در تقویم است (نگاه کنید به نمودار کبیسه‌های تقویم گریگوری).

#### تاریخ‌های امروزی
تاریخ دقیق اعتدال‌ها در طول چرخهٔ سال کبیسه به‌تدریج تغییر می‌کند، چون مدت سال گریگوری کاملاً با مدت گردش زمین به دور خورشید همخوانی ندارد. تنها پس از گذشت یک چرخهٔ ۴۰۰ سالهٔ کامل، فصل‌ها در همان زمان‌های قبلی تکرار می‌شوند. در قرن بیست‌ویکم، زودترین اعتدال مارس در ۱۹ مارس ۲۰۹۶ و دیرترین آن در ۲۱ مارس ۲۰۰۳ رخ می‌دهد. زودترین اعتدال سپتامبر نیز در ۲۱ سپتامبر ۲۰۹۶ و دیرترین آن در ۲۳ سپتامبر ۲۰۰۳ اتفاق افتاده است.

### نام‌ها
اعتدال بهاری و اعتدال پاییزی: این نام‌ها تاریخی، جهانی و همچنان رایج‌ترین اصطلاحات برای اشاره به اعتدالین هستند، اما ممکن است در نیم‌کره جنوبی موجب سردرگمی شوند، چرا که در آن‌جا «اعتدال بهاری» با آغاز پاییز همراه است و بالعکس. معادل‌های انگلیسی «spring equinox» و «autumn equinox» نیز مبهم‌اند، چون ناظر باید بداند منظور کدام نیم‌کره است. در نیم‌کره جنوبی، استفاده از واژهٔ «اعتدال بهاری» برای اعتدال سپتامبر رایج‌تر شده است.
اعتدال مارس و اعتدال سپتامبر: این اصطلاحات به ماه‌هایی اشاره دارند که اعتدالین در آن‌ها روی می‌دهند و در نتیجه، نسبت به نیم‌کره ابهام ندارند. بااین‌حال، در همهٔ فرهنگ‌ها کاربرد ندارند، چون در تقویم‌هایی مانند تقویم اسلامی یا تقویم عبری که بر پایهٔ خورشید نیستند، اعتدالین در ماه‌های مشخصی قرار نمی‌گیرند.
اعتدال شمال‌رو و جنوب‌رو: این اصطلاحات بر پایهٔ جهت حرکت ظاهری خورشید انتخاب شده‌اند. «اعتدال شمال‌رو» در مارس زمانی است که خورشید از جنوب به شمال استوا می‌گذرد و «اعتدال جنوب‌رو» در سپتامبر زمانی است که خورشید از شمال به جنوب استوا حرکت می‌کند. این نام‌ها برای دیگر سیارات نیز کاربرد دقیق دارند، اما به‌ندرت استفاده می‌شوند.
نقطه اول برج حمل و نقطه اول برج میزان: این نام‌ها به نشانه‌های منطقه‌البروج اشاره دارند که خورشید در هنگام اعتدال وارد آن‌ها می‌شود. اما به‌دلیل پیش‌روی اعتدالین، این نقاط اکنون در صورت‌های فلکی ماهی و دوشیزه قرار گرفته‌اند.

### طول شبانه‌روز در زمان اعتدالین

نقشهٔ خطوط هم‌مقدار طول روز در طول سال و عرض جغرافیایی؛ حدود ۱۲ ساعت نور روز در همهٔ عرض‌های جغرافیایی در زمان اعتدال‌ها

تصویر زمین در زمان اعتدال سپتامبر ۲۰۲۲

در روز اعتدال، مرکز خورشید تقریباً به‌مدت مساوی بالای افق و زیر افق باقی می‌ماند، بنابراین شب و روز تقریباً برابرند. البته به‌دلیل تعریف خاص «طلوع» و «غروب»، روز در واقع کمی طولانی‌تر از شب است. دلایل این تفاوت به شرح زیر است:
۱. خورشید از دید زمین به‌صورت یک دیسک دیده می‌شود، نه یک نقطهٔ نورانی؛ بنابراین حتی زمانی که مرکز خورشید زیر افق است، لبهٔ بالایی آن می‌تواند دیده شود. طلوع زمانی ثبت می‌شود که این لبهٔ بالایی از افق شرقی نمایان شود.
۲. شکست نور جوی باعث می‌شود نور خورشید از افق بالاتر به‌نظر برسد و زودتر دیده شود.
در محاسبه‌های استاندارد، شکست نور جوی حدود ۳۴ دقیقهٔ قوسی و نیم‌قطر ظاهری خورشید حدود ۱۶ دقیقهٔ قوسی در نظر گرفته می‌شود. این دو اثر با هم باعث می‌شوند زمانی‌که لبهٔ بالایی خورشید روی افق دیده می‌شود، مرکز آن حدود ۵۰ دقیقهٔ قوسی زیر افق باشد.
این عوامل باعث می‌شوند روز در استوا حدود ۱۴ دقیقه طولانی‌تر از شب باشد و این اختلاف در عرض‌های بالاتر بیشتر می‌شود. «برابری واقعی» شب و روز فقط در عرض‌هایی رخ می‌دهد که تفاوت فصلی طول روز حداقل ۷ دقیقه باشد و این اتفاق چند روز زودتر از اعتدال بهاری یا کمی پس از اعتدال پاییزی رخ می‌دهد. در عرض‌های کمتر از ±۲ درجه، همهٔ روزهای سال بلندتر از شب‌ها هستند.
ارتفاع ناظر (در کوهستان یا کنار دریا) نیز بر زاویهٔ افق و زمان طلوع مؤثر است که به آن «زاویه افت افق» (dip) می‌گویند. برای ناظر ساحلی حدود ۳ دقیقه قوسی است و برای ناظر روی اورست تا ۱۶۰ دقیقه قوسی می‌رسد.
اصطلاحی به‌نام «برابرروز» (equilux) برای روزی به‌کار می‌رود که شب و روز دقیقاً برابرند. این واژهٔ نوساخته در دههٔ ۱۹۸۰ رواج یافته و امروزه نیز کاربرد بیشتری یافته است. برابرروز برخلاف اعتدال، در تاریخ‌های متفاوت و با اختلاف یک تا دو روز رخ می‌دهد و بستگی به عرض جغرافیایی دارد.

### شفق‌های قطبی
در زمان برابران، شفق قطبی در هر دو نیم‌کره به‌صورت هم‌زمان و به شکل تصویر آینه‌ای یا شفق‌های همتای آینه‌ای مشاهده شده‌اند.

### جنبه‌های فرهنگی
در بسیاری از فرهنگ‌ها، برابران به‌عنوان آغاز فصل بهار و پاییز در نظر گرفته می‌شوند. بسیاری از جشن‌های برداشت محصول سنتی نیز در زمان اعتدالین برگزار می‌شوند.
در کشورهایی مانند ایران، افغانستان و تاجیکستان و همچنین در بیشتر آسیای میانه، مردم نوروز را جشن می‌گیرند که با اعتدال بهاری در نیم‌کره شمالی هم‌زمان است. این روز، آغاز سال نو در گاه‌شماری خورشیدی هجری محسوب می‌شود.
در معماری مذهبی نیز اعتدالین نقش مهمی دارند. برای نمونه، در انگکور وات در کامبوج، پدیده‌ای به‌نام اعتدال انگکور وات رخ می‌دهد که در آن خورشید هنگام طلوع دقیقاً در راستای مرکزی معبد قرار می‌گیرد.
از زمان شارل برومئو، در کلیساهای کاتولیک توصیه شده که جهت‌گیری ساختمان کلیساها با توجه به موقعیت خورشید در زمان اعتدال تنظیم شود؛ بنابراین اعتدال به‌عنوان مبنای معماری بسیاری از کلیساها در نظر گرفته شده است.

## تأثیر بر ماهواره‌ها
یکی از اثرات دوره‌های اعتدال، ایجاد اختلال موقت در عملکرد ماهواره‌های مخابراتی است. برای تمام ماهواره‌های مدار زمین‌ایستا، در چند روز نزدیک به زمان اعتدال، خورشید به‌طور مستقیم در پشت ماهواره قرار می‌گیرد (نسبت به زمین)، یعنی دقیقاً در امتداد پرتو دریافت آنتن ایستگاه زمینی. توان عظیم و طیف گستردهٔ تابش خورشید باعث می‌شود مدارهای گیرندهٔ ایستگاه زمینی دچار نوفه شده و بسته به اندازهٔ آنتن و عوامل دیگر، برای مدت کوتاهی ارتباط مختل یا کیفیت آن کاهش یابد. مدت این اختلال ممکن است از چند دقیقه تا یک ساعت متغیر باشد. (در یک پهنهٔ بسامدی خاص، هرچه آنتن بزرگ‌تر باشد، زاویهٔ دریافت آن باریک‌تر خواهد بود و بنابراین، مدت زمان اختلال موسوم به «خاموشی خورشیدی» کوتاه‌تر است.)
ماهواره‌های قرار گرفته در مدار زمین‌ایستا همچنین در زمان اعتدال در تأمین انرژی نیز با دشواری روبه‌رو می‌شوند، زیرا باید از درون سایهٔ زمین عبور کنند و در این زمان فقط می‌توانند از باتری‌های خود استفاده کنند. در بیشتر مواقع سال، ماهواره‌ها به‌دلیل مایل بودن محور زمین، یا از شمال یا از جنوب سایه عبور می‌کنند؛ اما در زمان اعتدال، چون این ماهواره‌ها در بالای استوا قرار دارند، بیشترین مدت حضور در سایهٔ زمین را در تمام سال تجربه می‌کنند.

## اعتدال در سایر سیارات

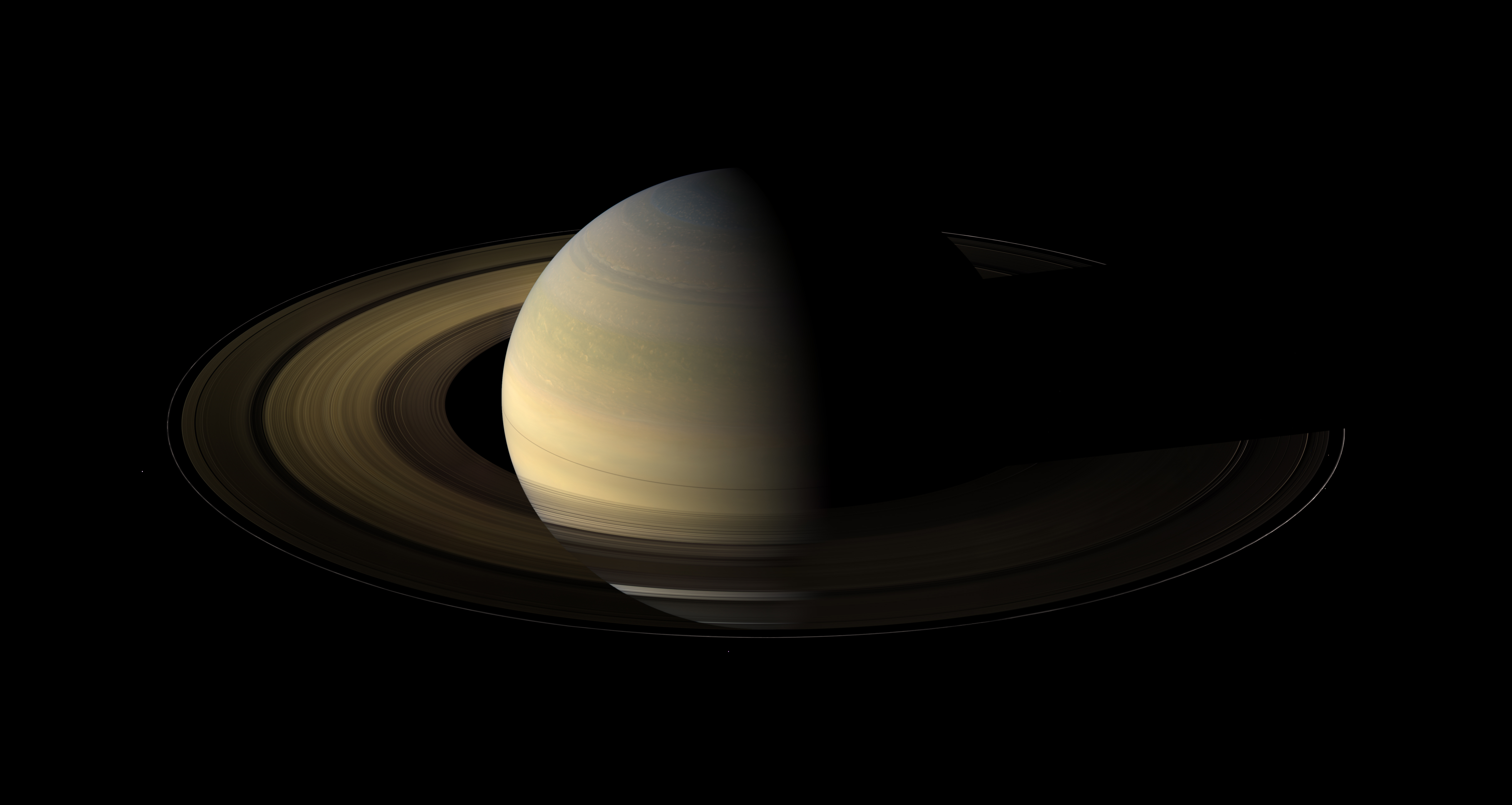
نمای زحل هنگام اعتدال؛ حلقه‌های زحل در این حالت نور بسیار کمی بازتاب می‌دهند. تصویر توسط فضاپیمای کاسینی در سال ۲۰۰۹ ثبت شده‌است.

در هر سیاره‌ای که محور چرخشش نسبت به مدار آن مایل باشد، می‌توان اعتدال را تعریف کرد. یک نمونهٔ چشمگیر زحل است؛ در هنگام اعتدال، حلقه‌های زحل در راستای لبه به‌سمت خورشید قرار می‌گیرند. در نمایی که از بالا مشاهده می‌شود—که نخستین‌بار در اعتدال سال ۲۰۰۹ توسط فضاپیمای کاسینی ثبت شد—حلقه‌ها تقریباً هیچ نوری از خورشید دریافت نمی‌کنند؛ در واقع، نوری که از بازتاب زحل (سیاره‌تاب) به آن‌ها می‌رسد بیشتر از نور مستقیم خورشید است. این پدیده به‌طور میانگین هر ۱۴٫۷ سال یک‌بار رخ می‌دهد و چند هفته پیش و پس از زمان دقیق اعتدال ادامه می‌یابد. جدیدترین اعتدال زحل در تاریخ ۶ مه ۲۰۲۵ روی داده است.
آخرین اعتدال‌های مریخ در ۱۲ ژانویه ۲۰۲۴ (پاییز نیم‌کره شمالی) و ۲۶ دسامبر ۲۰۲۲ (بهار نیم‌کره شمالی) رخ داده‌اند.
الگو:پاک‌سازی